# サタデー知っとかナイツ
サンデー知っとかナイツ!（サンデーしっとかナイツ）はニッポン放送で2011年10月8日から2013年4月1日まで放送されたバラエティ番組。当該頁では、改題前の『サタデー知っとかナイツ!』についても扱う。

## 番組概要
ニッポン放送は前年度はニッポン放送ローカル枠とNRN全国枠を分けて編成していたが、2011年のナイターオフにて両放送枠を合体させ、当該番組を編成。パーソナリティにはヤフー漫才ネタ等でブレイクしたナイツの2人を起用した。
番組内容は、『ショウアップナイター』関連のプロ野球を含めたスポーツニュースとバラエティに富んだネタコーナーで構成されている。当該番組のアシスタントには同年の新人アナウンサーである、箱崎が担当した。2012年のナイターイン後は日曜18時台に移行し、スポーツ情報とスポーツと笑いを融合した企画に構成変更し、番組時間尺縮減に伴い芸人とのトークコーナーは終了。2012年のナイターオフ期間からは、スポーツ関連コーナーが全て終了し、お笑いリスナー向けのネタコーナーとトークメインに再び構成が変更され、ナイターオフが終了する2013年4月1日放送分にて番組終了。
また、当該番組のリスナーメッセージ用番組メールアドレスのヘッダーとTwitterアカウントが塙の鉄板ネタである「ヤホー漫才」に因み「’’’Yahoo’’’」となっているが、当該番組のスポンサーに連ねている訳では無い。因みに放送中にリスナーからのツイートを募っており、ハッシュタグは「yahoo1242」にて募っていた。
番組終了以後、この番組をキッカケに同局の長寿番組であるバラエティ番組の『ラジオビバリー昼ズ』に開始する事となり、同局でラジオ番組に出演し続けてた事で、後年平日午後のワイド枠にて冠番組に出演する事となったと、後年塙が冠番組を担当する際に回想している。

## 出演者
肩書き無しはニッポン放送アナウンサー

### 放送終了時点

#### パーソナリティ
- ナイツ（塙宣之・土屋伸之） - 2011年10月8日 - 2013年4月1日

#### アシスタント（ナビゲーター）
- 箱崎みどり[注 4] - 2011年10月8日 - 2013年4月1日

### 過去

#### スポーツキャスター
- 煙山光紀 - 2011年10月8日 - 2013年9月23日

#### ニュースデスク
- 栗村智（当時：ニッポン放送アナウンサー） - 2011年10月8日 - 2012年3月31日

#### リポーター
- 香屋ルリコ（タレント、リポーター） - 2011年10月8日 - 12月31日

#### その他出演者
- スガダイ（プロ予想家） - 2011年10月8日 - 2011年12月17日
- 師岡正雄※煙山の代理スポーツキャスター - 2012年2月4日
- 洗川雄司※煙山の代理スポーツキャスター - 2012年2月18日
- 清水久嗣※ナイツ土屋の明日の競馬大予想 - 2012年2月25日

## 放送時間

### 放送終了時点
- 日曜 18:00 - 18:50  - 2012年4月15日 - 2013年4月1日

### 過去
- 土曜 18:00 - 21:00 - 2011年10月8日 - 2012年3月31日

### 放送時間変更等
主に、シーズンインは『ショウアップナイター』、シーズンオフは『ショウアップナイター』の派生中継である「クライマックスシリーズ」、「日本シリーズ」中継での編成変更
また、聴取率調査週間や年末の時間編成で、20:50まで時間尺を拡大して編成するケースが存在した

## ネット局

### 過去
2011年のナイターオフ期のみ
| 放送地域      | 放送局名                      | 放送時間      | 備考 |
| ------------- | ----------------------------- | ------------- | ---- |
| 関東広域圏    | ニッポン放送（LF） 【制作局】 | 18:00 - 21:00 |      |
| 山形県        | 山形放送（YBC）               | 19:00 - 21:00 |      |
| 福島県        | ラジオ福島（RFC）             | 19:00 - 21:00 |      |
| 茨城県        | 茨城放送（IBS）               | 19:00 - 21:00 |      |
| 長野県        | 信越放送（SBC）               | 19:00 - 20:00 |      |
| 富山県        | 北日本放送（KNB）             | 19:00 - 21:00 |      |
| 中京広域圏    | 東海ラジオ（SF）              | 19:00 - 20:00 |      |
| 和歌山県      | 和歌山放送（WBS）             | 20:00 - 21:00 |      |
| 島根県 鳥取県 | 山陰放送（BSS）               | 20:00 - 21:00 |      |
| 高知県        | 高知放送（RKC）               | 20:00 - 21:00 |      |

## タイムテーブル

### 放送終了時点
生放送につき、記載されている時間は目安
| タイムテーブル | タイムテーブル                              | タイムテーブル |
| 時刻           | 内容                                        | 備考 |
| -------------- | ------------------------------------------- | --- |
| 18:00.00       | オープニング&ヤホーでちょこっと調べました！ | OPトーク時に、放送週に話題となった人物の紹介を 新作ショート漫才形式で行う。タイトルコール以後に、挨拶をする |
| 18:15.00       | ネタコーナーゾーン その1                    | あの有名人は○○だと思う!： 有名人の「きっと○○なんじゃないか?」と言う、勝手なイメージを紹介する 探偵ナイツスクープ!： 『探偵!ナイトスクープ』（朝日放送）をオマージュしたコーナーで、 リスナーの身の周りで気になったニュースをナイツ若しくは番組スタッフが 調査する |
| 18:25.00       | ネタコーナーゾーン その2                    | なりきりたけし王選手権!： 番組放送当時ロードショー公開していた、映画『アウトレイジ ビヨンド』の オマージュすべく"なりきり(ビート)たけしさん"を募る フェースブック!： 街の小さなフェス（祭り・イベント）を紹介していくコーナー                                     |
| 18:35.00       | あれ、やっとかナイツ!                       | 番組コンセプトである人気テレビ番組のイイとこ取り（オマージュ）を 標榜してるため、当該番組でオマージュする企画を募る |
| 18:42.00       | ニッポン放送交通情報（警視庁）              | |
| 18:45.00       | エンディング                                | エンディングトーク |

### 過去
生放送につき、記載されている時間は目安
| タイムテーブル 18時台 | タイムテーブル 18時台                | タイムテーブル 18時台 |
| 時刻                  | 内容                                 | 備考 |
| --------------------- | ------------------------------------ | --- |
| 18:00.00              | オープニング                         | OPトーク後、OPテーマと挨拶とメッセージの呼び込みと紹介を行う 呼び込み後、BGMを流しながら箱崎が登場し、番組の内容を説明し進行する              |
| 18:15.00              | スポーツ知っとかナイツ!              | 『ショウアップスポーツ』と同内容の放送日当日のスポーツ結果やプロ野球 含めたスポーツ情報をニッポン放送スポーツ部の煙山が伝える                 |
| 18:25.00              | スポーツ 今週はこれを知っとかナイツ! | 番組開始時に開始したコーナー 1週間のスポーツニュースの話題から、1つのテーマをより深く解説するコーナー                                         |
| 18:30.00              | ニッポン放送ニュース                 | |
| 18:35.00              | ニッポン放送交通情報（警視庁）       | |
| 18:40.00              | ワンバックなぞなぞ                   | サッカーアメリカ合衆国女子代表のアビー・ワンバックに掛かったなぞなぞを ナイツの2人に出題する                                                  |
| 18:55.00              | フリートークゾーン                   | 「会っとかナイツ」に呼んだゲストとの導入トークパート                                                                                          |
| 19時台                |                                      | |
| 時刻                  | 内容                                 | 備考 |
| 19:00.00              | 会っとかナイツ Part1                 | ゲストとのトークパート前半 この時間からネット局は飛び乗りの形となる                                                                           |
| 19:32.00              | 会っとかナイツ Part2                 | ゲストとのトークパート中半 |
| 19:42.30              | 会っとかナイツ Part3                 | ゲストとのトークパート後半 |
| 19:45.00              | 生電話コーナー                       | リスナーに加電し、トークする |
| 19.56.00              | 19時台エンディング                   | テーマ縛りが無い楽曲を流し、 一部飛び降りネット局向けのEDトークと 20時台のゲストの紹介 また、リスナープレゼントの19時台のキーワードを発表する |
| 20時台                |                                      | |
| 時刻                  | 内容                                 | 備考 |
| 20:00.00              | 20時台オープニング                   | 20時台飛び乗りネット局向けOPトークとリスナーメッセージ呼び込み 同時に箱崎も飛び乗りネット局向けに追加説明アナウンスを行う                     |
| 20:02.30              | 押さえとかナイツ! Part1              | ゲストとのトークパート後半これからブレイクしそうな人、巷で注目を浴びている 芸人をゲストに呼ぶ                                                 |
| 20:30.30              | 押さえとかナイツ! Part2              | |
| 20:45.30              | ナイツ土屋の明日の競馬大予想         | |
| 20:50.00              | 今日のホームラン                     | 『プロ野球ニュース』（フジテレビ）の同コーナー名と同じく、 3時間の生放送の中で最も盛り上がった瞬間を再放送するコーナー                        |
| 20:56.00              | エンディング                         | リスナープレゼント当選者発表積み残しのメッセージ紹介と、次週のゲスト紹介                                                                      |

### 終了コーナー
- 勝手に"○○"ドラフト会議

2011年10月29日放送分にてドラフト会議の話題で盛り上った流れで始めたコーナー
日替わりテーマで塙と土屋交互に指名し、競合したらくじ引きで抽選する
同年11月13日放送分のたった3回で終了
- 緊急企画 鮒太郎の恋 応援プロジェクト～絆～

2011年11月12日放送分でコーナー名となってるP.N.のリスナーが募った恋愛相談に対して、回答を2週に渡って返すコーナー
- キンピース!

2011年11月26日放送分のフリートークで盛り上がった「キン肉マン』と「ONE PIECE」に関する豆知識・裏情報やリスナーの同作品への愛情を募るコーナー
- "若林錠"って誰!?

2011年12月3日放送分のOPトークで、塙の携帯電話の電話帳で「知り合い」のカテゴリに登録されていたコーナー名の人物を募るコーナー
2012年1月14日放送分にて、コーナー名の人物から加電があり、コーナー開始近々に飲み会の席で連絡先を交換した理容師であると判明し、コーナー終了
- 勝手に芸人名鑑!!

2011年11月26日放送分にて開始したコーナー。リスナーが考える「こんなコンビがいたら最強だ!」と想像出来る、芸人（芸人括りでは無く、有名人も可）を募るコーナー
- 家政婦をミタ!!

2011年11月26日放送分にて開始したコーナー。『家政婦のミタ』（日本テレビ）に肖り、リスナーの周りに存在する「こんな家政婦を見た」というレポートを募るコーナー
- なでしこ川柳

番組開始時に開始したコーナー。2011 FIFAドイツ女子ワールドカップで優勝したなでしこジャパンに肖り、なでしこジャパンに因んだ川柳を読み上げるコーナー。2012年3月17日放送分にてコーナー終了
- ワンバック川柳

2012年1月7日放送分位から、前述の「なでしこ川柳」に寄せられたリスナー投稿がアビー・ワンバックをイジった投稿ばかりだった事で、番組内で塙がクイズ化を宣言
塙と土屋に『垣花正 あなたとハッピー!』のリスナー投稿コーナーである「付け句」と同様に下の句を回答する形式となっている。2012年3月17日放送分にてコーナー終了
- オソトでたっぷり知っとかナイツ!

番組開始時に開始した中継コーナー。街の"知っとかないと"な情報を香屋が伝える。2011年12月31日放送分にてコーナー終了し、香屋もそのままナイターオフ期間終了前に降板した
- JRA ナイツ・土屋とウマニティ・スガダイ 明日の競馬大予想

番組開始時に開始した土屋と競馬予想SNSサイトウマニティにて予想参戦してるスガダイが翌日のメインレースの中から1レースをピックアップし、予想対決を行う
土屋のみ予想的中の場合は、払戻し金はリスナープレゼントの対象となる
予想コーナー自体は2011年11月17日放送分で終了したが、土屋が「朝日杯」の予想的中に伴い、払戻金プレゼントの絡みで延長し、2012年1月8日放送分にてコーナー終了
- ハナダイの明日の何か大予想!

番組開始時に開始したコーナーで、予想屋であるハナダイ（塙）が競馬予想以外に放送日翌週に起こる何かを予想する。
2011年12月17日放送分にてコーナー終了
- 熱いぜ!キヨシくん!!

2012年1月28日放送分にて、開始したコーナー。横浜DeNAベイスターズ初代監督である中畑清が監督就任会見で発言したキャッチフレーズである「熱いぜ!DeNA」に因み、想像して「熱いぜ!」と語ってそうなインタビューを募る
- 球春到来!プロ野球キャンプ情報

2012年2月4日から「スポーツ知っとかナイツ!」内で開始した、プロ野球キャンプ情報を伝えるキャンプ期間のみのコーナー
- ツチヤン・ルーレット!

2012年1月28日放送分にて、『ナイツ・土屋とウマニティ・スガダイ 明日の競馬大予想』のコーナー終了に伴い、土屋のトーク尺を確保するためホワイトボードに書かれた4つのトークテーマをダーツで選択し、3分間でトークするコーナー。しかし、たった1回でコーナー終了
- ナイツ土屋のフェブラリーステークス→明日の競馬大予想

2012年2月18日放送分からJRAの春のG1レースが始まった事に伴い、土屋の競馬予想コーナーを復活。2011年のナイターオフ期間の残りの放送分続いた

## スタッフ
- 構成作家：ダービッツ（宮澤一彰）